# Hans Jaroscewicz
Hans Jaroscewicz (Berlín, 4 de gener de 1935 - Triberg im Schwarzwald, Baden-Württemberg, 22 de juny de 2003) va ser un ciclista alemany que va ser professional entre 1958 i 1966. Va combinar la carretera amb el ciclisme en pista.

## Palmarès en ruta
- 1960
  - Vencedor d'una etapa a la Volta als Països Baixos

### Resultats al Tour de França
- 1960. Abandona (11a etapa)
- 1961. Abandona (2a etapa)

## Palmarès en pista
- 1960
  - 1r als Sis dies d'Essen (amb Günther Ziegler)